# Pere de Magarola i Fontanet
Pere de Magarola i Fontanet (Barcelona, octubre de 1571 – Lleida, 20 de desembre de 1634), fou canonge i tresorer de Vilabertran i de la catedral de Barcelona. Fou prior de la col·legiata de Santa Anna de Barcelona (1618-1622) i bisbe d'Elna (1622-1627). Posteriorment, bisbe de Vic (1627-1634) i de Lleida (1634). Va ésser nomenat President de la Generalitat de Catalunya el 22 de juliol de 1623.
Durant el seu bisbat a Lleida es plantejà el problema jurisdiccional, que s'acabarà amb la instauració d'un vicari general amb residència a Montsó, que actuaria amb els problemes referents a la zona aragonesa del bisbat de Lleida. Des del capítol catedralici i de la Paeria de Lleida i de Roda es va manifestar una oposició vers l'establiment d'aquest vicariat. Tot i aquesta oposició el nomenament del vicari de Montsó es va tirar endavant.
S'interpretava com que la indefinició en què es basava la butlla papal sobre l'àmbit de la jurisdicció atorgada al nou càrrec de vicari general podia convertir-se en la llavor d'un nou bisbat. Aquesta sospita va motivar el refús del capítol de la catedral de Lleida. Capítol on no hi faltaven preveres procedents d'Aragó. Un dels motius reals o suposats de l'establiment del vicariat era el de les distàncies geogràfiques; per això la resolució i enteniment dels assumptes era una tasca difícil.
L'any 1639 es replantejà l'organització d'aquest vicariat que hauria de ser nomenat pel bisbe de Lleida i actuaria en la seva total subordinació a aquest bisbe. Una de les tasques del vicari general de Montsó fora la de resoldre les causes judicials de la zona aragonesa. Aquesta situació perdurà fins a l'any 1852 quan el bisbe de Lleida, Pere Ciril Uriz i Labayru, fent ús dels mateixos arguments sobre l'establiment vicarial, en va fer la supressió.
Durant el seu trienni al front de la Generalitat varen continuar les relacions fredes i tenses amb la corona que dipositava tota la seva relació institucional en els virreis.
Des de les Corts de 1599, el rei Felip II i més tard Felip III, estaven allunyats físicament de Catalunya i pretenien que les institucions catalanes acceptessin els delegats del poder reial –lloctinents i capitans generals- abans que el nou monarca hagués jurat les constitucions.
El 1623, després d'una llarga resistència que va començar el 1621 amb el nou rei i la seva negativa a jurar abans que el seu lloctinent, fou acceptat un lloctinent interí que durà més de tres anys, fins que el monarca complí el requisit constitucional del jurament en ocasió de l'inici de la Cort frustrada de 1626.
Les galeres armades per decisió de les Corts de 1599 havien estat capturades el 1617 pels sarraïns i les 87.000 lliures dels costos derivats de l'arrendament eren reclamats pel rei a la Diputació, responsable del seu manteniment.
El 25 de novembre de 1623 neix la infanta Margarida Maria Caterina. Els oficials reials tornen a insistir en el cobrament del quint i, davant la negativa de les institucions catalanes, es va instar un coronatge amb l'excusa del natalici. La infanta va morir al cap d'un mes, però l'impost es va cobrar igualment.
Pere de Magarola morí a Lleida el 20 de desembre de 1634, sepultat a la seu lleidatana a prop de la capella de Santa Marta.